# Tecution
Tecution es un género de arañas araneomorfas de la familia Miturgidae. Se encuentra en la Isla de Santa Elena.

## Lista de especies
Según The World Spider Catalog 12.0:
- Tecution helenicola Benoit, 1977
- Tecution mellissi (O. Pickard-Cambridge, 1873)
- Tecution planum (O. Pickard-Cambridge, 1873)